# Trapped (film)
Trapped is een film uit 2002 onder regie van Luis Mandoki. De film is gebaseerd op het boek 24 Hours van Greg Iles.

## Verhaal
Joe en Cheryl Hickey en Marvin zijn drie criminelen die de perfecte ontvoering uitvoeren. Wanneer Marvin de dochter van de rijke Karen Jennings ontvoert, blijft Joe bij Karen. Cheryl past ondertussen op Karens man William. Als Joe niet elke 30 minuten belt naar Marvin, zal Marvin Abby (de dochter) moeten vermoorden. Cheryl moet tegelijkertijd ook hetzelfde doen bij haar man.
Wanneer het blijkt dat er persoonlijke conflicten zijn tussen Joe en William, loopt alles uit de hand. Ook de familie Jennings lijkt niet echt mee te werken aan de ontvoering voor losgeld.

## Rolverdeling (selectie)
| Acteur              | Personage               | Opmerkingen |
| ------------------- | ----------------------- | ----------- |
| Charlize Theron     | Karen Jennings          | moeder      |
| Kevin Bacon         | Joe Hickey              | ontvoerder  |
| Stuart Townsend     | William Jennings        | vader       |
| Dakota Fanning      | Abigail "Abby" Jennings | dochter     |
| Courtney Love       | Cheryl Hickey           | ontvoerder  |
| Pruitt Taylor Vince | Marvin                  | ontvoerder  |